# Inhibiteur de l'intégrase
La classe des inhibiteurs de l'intégrase, ou anti-intégrase, comprend à l'heure actuelle plusieurs molécules ciblant l'intégrase du VIH :
- le raltégravir (commercialisé sous la marque Isentress© mais également connu sous le nom de code MK-0518);
- l'elvitégravir (noms de code : GS 9137 ou bien JTK-303), commercialisé dans un comprimé "prise unique" sous le nom de Striblid (Gilead) avec du ténofovir, de l'emtricitabine et du cobicistat en tant que booster enzymatique de l'elvitégravir;
- le dolutégravir (GSK-572 ou bien S/GSK1349572), commercialisé sous le nom de Tivicay;
- le MK-2048, apparemment abandonné ;
- le cabotégravir ;
- le bictégravir.

Ces molécules bloquent l'intégration de l'ADN proviral au génome de la cellule infectée.